# Городнє (Старобільський район)
Горо́днє — село в Україні, у  Біловодській селищній громаді Старобільського району Луганської області. Населення становить 236 осіб.

## Населення
За даними перепису 2001 року населення села становило 236 осіб, з них 83,47% зазначили рідною мову українську, 16,1% — російську, а 0,43% — іншу.